# Pilema serpae
Pilema serpae är en kackerlacksart som först beskrevs av Bolívar 1889.  Pilema serpae ingår i släktet Pilema och familjen jättekackerlackor.
Artens utbredningsområde är Angola. Inga underarter finns listade i Catalogue of Life.